# Kopsia rosea
Kopsia rosea är en oleanderväxtart som beskrevs av D.J.Middleton. Kopsia rosea ingår i släktet Kopsia och familjen oleanderväxter. Inga underarter finns listade i Catalogue of Life.